# Lignières (Cher)
Pour les articles homonymes, voir Lignières.
Lignières anciennement Lignières-en-Berry, est une commune française située dans le département du Cher en région Centre-Val de Loire.
Ses habitants sont appelés les Lignérois et Ligniéroises.

## Géographie
La commune  se situe dans le sud-ouest du département du Cher, à 40 km à vol d'oiseau au sud-sud-ouest de Bourges, à 38 km à l'est-sud-est de Châteauroux et à 25 km à l'ouest-nord-ouest de Saint-Amand-Montrond. 
La ville est assise sur l'Arnon, rivière qui à Lignières se divise en plusieurs bras, restes de la structure défensive de l'ancien château fort de la famille de Beaujeu. La ville s'est établie autour de ce castrum qui formait une importante place forte du Berry à la limite entre le Boischaut Sud et la Champagne berrichonne.

### Climat
Pour des articles plus généraux, voir Climat du Centre-Val de Loire et Climat du Cher.
En 2010, le climat de la commune est de type climat océanique dégradé des plaines du Centre et du Nord, selon une étude du CNRS s'appuyant sur une série de données couvrant la période 1971-2000. En 2020, Météo-France publie une typologie des climats de la France métropolitaine dans laquelle la commune est exposée à un climat océanique altéré et est dans la région climatique  Ouest et nord-ouest du Massif Central, caractérisée par une pluviométrie annuelle de 900 à 1 500 mm, maximale en automne et en hiver. 
Pour la période 1971-2000, la température annuelle moyenne est de 11,3 °C, avec une amplitude thermique annuelle de 15,4 °C. Le cumul annuel moyen de précipitations est de 760 mm, avec 11,4 jours de précipitations en janvier et 7,5 jours en juillet. Pour la période 1991-2020, la température moyenne annuelle observée sur la station météorologique installée sur la commune est de 12,2 °C et le cumul annuel moyen de précipitations est de 774,6 mm,. Pour l'avenir, les paramètres climatiques de la commune estimés pour 2050 selon différents scénarios d'émission de gaz à effet de serre sont consultables sur un site dédié publié par Météo-France en novembre 2022.
| Mois                                  | jan.            | fév.          | mars          | avril         | mai             | juin         | jui.           | août           | sep.          | oct.            | nov.           | déc.             | année     |
| ------------------------------------- | --------------- | ------------- | ------------- | ------------- | --------------- | ------------ | -------------- | -------------- | ------------- | --------------- | -------------- | ---------------- | --------- |
| Température minimale moyenne (°C)     | 1,3             | 0,9           | 2,8           | 4,9           | 8,7             | 12,2         | 13,9           | 13,8           | 10            | 7,7             | 4,1            | 1,8              | 6,8       |
| Température moyenne (°C)              | 4,6             | 5,2           | 8,3           | 11,1          | 14,9            | 18,5         | 20,7           | 20,6           | 16,5          | 12,8            | 8              | 5,1              | 12,2      |
| Température maximale moyenne (°C)     | 7,9             | 9,5           | 13,9          | 17,2          | 21,1            | 24,8         | 27,4           | 27,5           | 23            | 17,9            | 11,8           | 8,4              | 17,5      |
| Record de froid (°C) date du record   | −19 17.01.1987  | −14 09.02.12  | −12 01.03.05  | −4,5 11.04.03 | −0,4 15.05.1995 | 3,2 04.06.01 | 5,3 11.07.1990 | 2,3 31.08.1986 | 0,2 20.09.12  | −7,1 30.10.1997 | −10 23.11.1993 | −13,5 31.12.1985 | −19 1987  |
| Record de chaleur (°C) date du record | 20,2 05.01.1999 | 24 24.02.1990 | 26,5 31.03.21 | 30,5 30.04.05 | 34,5 27.05.05   | 40 29.06.19  | 42,5 25.07.19  | 42,3 06.08.03  | 36,5 14.09.20 | 31,2 01.10.1985 | 26 07.11.15    | 21 16.12.1989    | 42,5 2019 |
| Précipitations (mm)                   | 62,5            | 51            | 52,3          | 66,5          | 77,3            | 65,5         | 61,4           | 54,7           | 64,6          | 76,3            | 70,2           | 72,3             | 774,6     |

## Urbanisme

### Typologie
Au 1er janvier 2024, Lignières est catégorisée bourg rural, selon la nouvelle grille communale de densité à 7 niveaux définie par l'Insee en 2022.
Elle est située hors unité urbaine et hors attraction des villes,.

### Occupation des sols
L'occupation des sols de la commune, telle qu'elle ressort de la base de données européenne d’occupation biophysique des sols Corine Land Cover (CLC), est marquée par l'importance des territoires agricoles (62,9 % en 2018), une proportion sensiblement équivalente à celle de 1990 (63,6 %). La répartition détaillée en 2018 est la suivante :
prairies (53,8 %), forêts (26,6 %), terres arables (7,2 %), zones urbanisées (6,1 %), eaux continentales (4,4 %), zones agricoles hétérogènes (1,8 %).
L'évolution de l’occupation des sols de la commune et de ses infrastructures peut être observée sur les différentes représentations cartographiques du territoire : la carte de Cassini (XVIIIe siècle), la carte d'état-major (1820-1866) et les cartes ou photos aériennes de l'IGN pour la période actuelle (1950 à aujourd'hui).

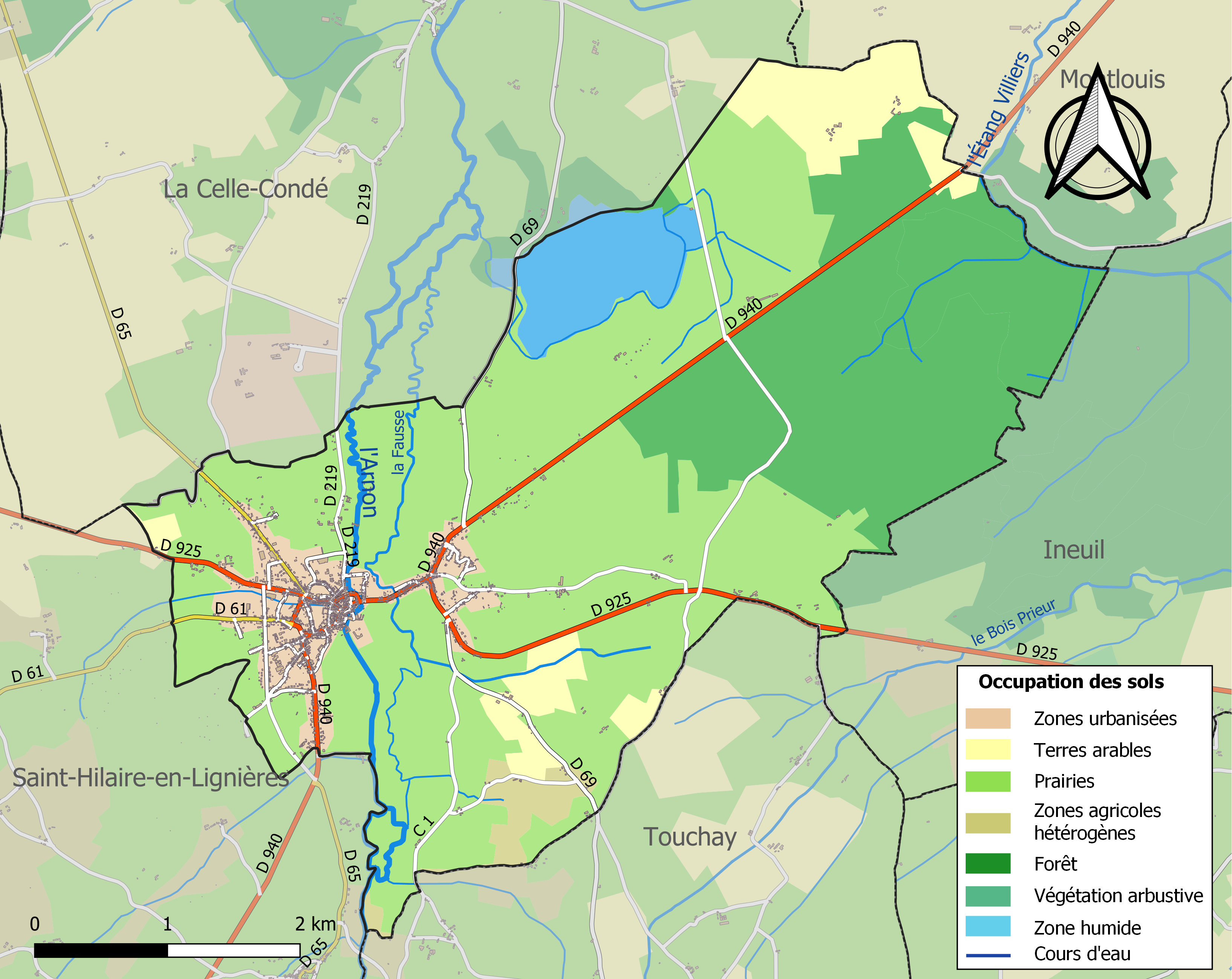
Carte des infrastructures et de l'occupation des sols de la commune en 2018 (CLC).

### Risques majeurs
Le territoire de la commune de Lignières est vulnérable à différents aléas naturels : météorologiques (tempête, orage, neige, grand froid, canicule ou sécheresse), inondations, mouvements de terrains et séisme (sismicité faible). Il est également exposé à un risque technologique, le transport de matières dangereuses. Un site publié par le BRGM permet d'évaluer simplement et rapidement les risques d'un bien localisé soit par son adresse soit par le numéro de sa parcelle.

#### Risques naturels
Certaines parties du territoire communal sont susceptibles d’être affectées par le risque d’inondation par débordement de cours d'eau, notamment l'Arnon et l'Étang Villiers. La commune a été reconnue en état de catastrophe naturelle au titre des dommages causés par les inondations et coulées de boue survenues en 1982, 1994, 1999 et 2001,.

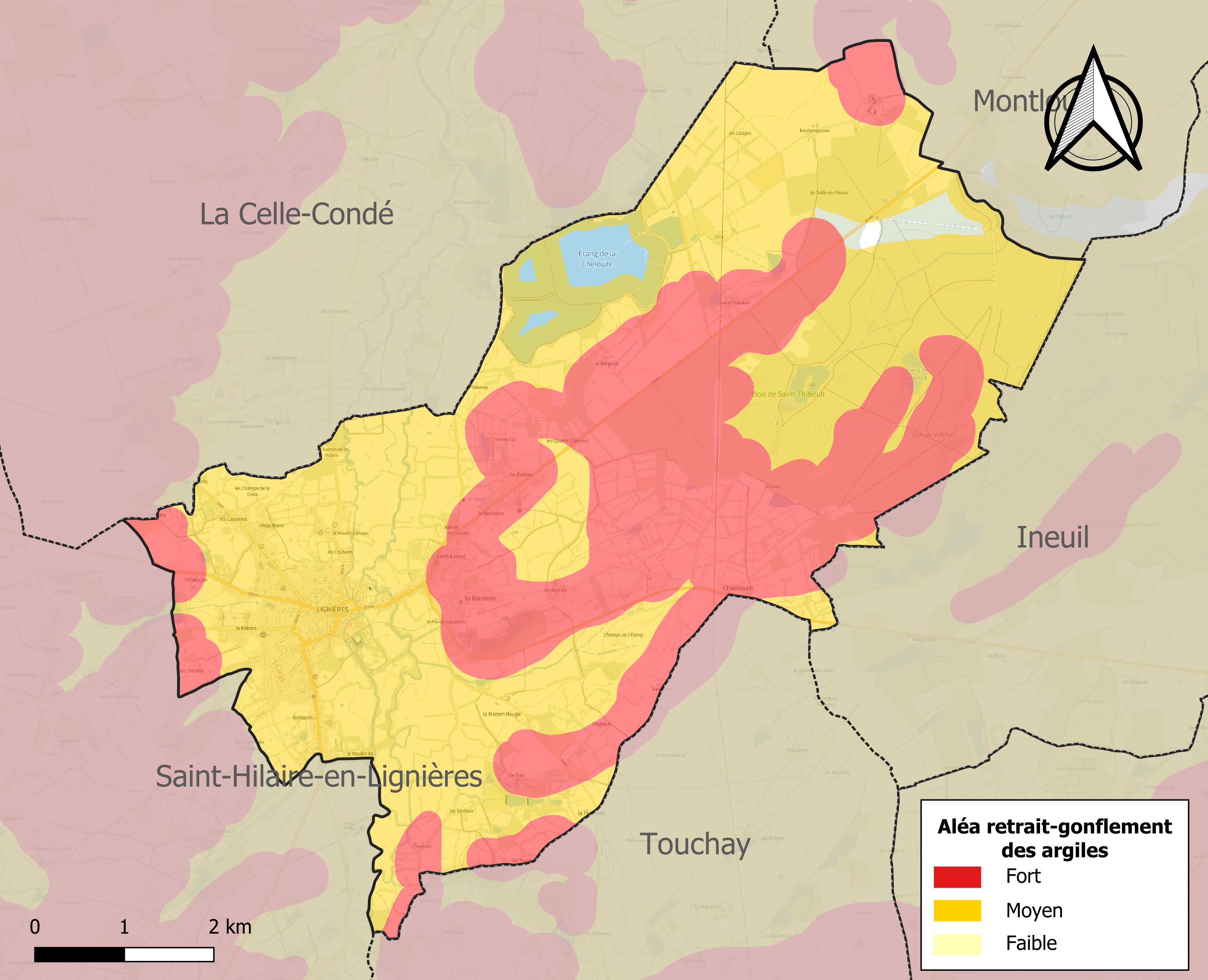
Carte des zones d'aléa retrait-gonflement des sols argileux de Lignières.

La commune est vulnérable au risque de mouvements de terrains constitué principalement du retrait-gonflement des sols argileux. Cet aléa est susceptible d'engendrer des dommages importants aux bâtiments en cas d’alternance de périodes de sécheresse et de pluie. 97,6 % de la superficie communale est en aléa moyen ou fort (90 % au niveau départemental et 48,5 % au niveau national). Sur les 924 bâtiments dénombrés sur la commune en 2019, 924 sont en aléa moyen ou fort, soit 100 %, à comparer aux 83 % au niveau départemental et 54 % au niveau national. Une cartographie de l'exposition du territoire national au retrait gonflement des sols argileux est disponible sur le site du BRGM,.
Concernant les mouvements de terrains, la commune a été reconnue en état de catastrophe naturelle au titre des dommages causés par la sécheresse en 2018 et 2019 et par des mouvements de terrain en 1999.

#### Risques technologiques
Le risque de transport de matières dangereuses sur la commune est lié à sa traversée par des infrastructures routières ou ferroviaires importantes ou la présence d'une canalisation de transport d'hydrocarbures. Un accident se produisant sur de telles infrastructures est en effet susceptible d’avoir des effets graves au bâti ou aux personnes jusqu’à 350 m, selon la nature du matériau transporté. Des dispositions d’urbanisme peuvent être préconisées en conséquence.

## Toponymie
Contrairement aux autres villes de ce nom celui-ci, anciennement graphié « linières », n'indique pas une activité liée au bois (la « ligne » ; ce qui ne la singulariserait pas puisqu'elle se trouve dans le Boischaut Sud, la partie du Berry réputée de longue date pour l'exploitation du bois) mais il s'agit d'un ancien  linaria, un « lieu où on travaille le lin », fabrication locale d'antan.

## Histoire

### Moyen Âge
La ville est sise sur une zone d'occupation ancienne : on trouve dans cette zone des traces d'implantation remontant à l'époque gallo-romaine. Le village de Lignières s'est développé autour d’un château en 1040 construit à l’écart du village plus ancien de Saint-Hilaire-en-Lignières. Le nouveau village installé autour du château se développa et finit par devenir plus important que l’ancien, qui changea de nom en conséquence.
Si la ville eut une certaine importance stratégique et économique dans le Berry, du fait de sa position centrale entre Saint-Amand-Montrond et Issoudun (toutes deux à 25 km environ) ou entre Bourges et Châteauroux (à environ 45 km), les quatre principales villes du duché de Berry, elle est surtout connue par la présence de sainte Jeanne de France (1464-1505), duchesse de Berry, fille de Louis XI, créatrice de l'Ordre des Sœurs de l'Annonciade, béatifiée en 1774 et canonisée en 1950. Jeanne fut envoyée dès l'âge de cinq ans au château de Lignières et fut élevée par François de Beaujeu, seigneur de Lignières, et son épouse Anne de Culan. Elle passa une part importante de sa vie dans cette ville, y compris durant les 22 années où elle fut officiellement mariée à Louis duc d'Orléans, le futur Louis XII, mais où elle ne vit guère son époux.
Du XIe au XVe siècle, le fief est tenu par les chevaliers de Li(g)nières-en-Berry, une importante famille féodale berrichonne dont la généalogie est donnée par le Père Anselme et l'abbé Moréri, et dont firent partie au XIVe siècle le Grand-queux Jean V, fils du Grand-queux Philippe, fils lui-même de Jean IV de Linières, jusqu'au mariage en 1431 de la dernière héritière de la lignée, Jacqueline, fille de Jean V de Lignières, avec Édouard de Beaujeu-Amplepuis, un cadet des sires de Beaujeu, attaché aux Bourbon et aux Orléans. 
- Edouard de Beaujeu et Jacqueline de Lignières comptent parmi leurs enfants : - Jacqueline de Beaujeu-Amplepuis, femme d'André de Chauvigny-Déols-Châteauroux, sire de Ravel, et mère de Catherine de Chauvigny, cette dernière épousant Charles Ier de Chaumont d'Amboise et comptant parmi ses propres enfants : 
  - Charles II ; Guy (père d'Antoinette) ; Catherine d'Amboise : voir plus bas ;
  - et - Jacques de Beaujeu-Amplepuis, seigneur de Linières, père de Philibert de Beaujeu-Amplepuis qui mourut en 1542, sans postérité de sa femme et petite-cousine ladite Catherine d'Amboise, elle-même disparue en 1549.

Au XVIe siècle François Ier accorde alors l'apanage du fief à Catherine de Chaumont d'Amboise († 1549), fille de Charles Ier de Chaumont d'Amboise, et veuve sans postérité de son cousin Philibert de Beaujeu-Amplepuis qu'on vient de rencontrer, d'autant qu'elle descendait elle-même des Beaujeu-Linières (on l'a vu, sa mère Catherine de Chauvigny de Ravel était fille d'André de Chauvigny-Châteauroux sire de Ravel/Revel, et de Jacqueline de Beaujeu-Amplepuis-Linières, la sœur de Jacques de Beaujeu ci-dessus et donc la fille de Jacqueline de Lignières et d'Edouard de Beaujeu-Amplepuis). À la mort de Catherine d'Amboise en 1549, Lignières passe à sa nièce et héritière Antoinette de Chaumont d'Amboise († 1552), fille de Guy d'Amboise, un fils de Charles Ier de Chaumont et Catherine de Chauvigny : donc toujours dans le sang des anciens Lignières !
La famille de La Rochefoucauld-Barbezieux hérite ensuite, issue du mariage d'Antoinette d'Amboise avec Antoine de La Rochefoucauld, seigneur de Barbezieux, sénéchal de Guyenne († 1528). Mais les La Rochefoucauld-Barbezieux vont aliéner Lignières.
De la 2e moitié du XVIe au XVIIIe siècle, le domaine passa en diverses mains, par achat ou par héritage : 
- à Jérôme de Nouveau en 1657, surintendant des Postes et relais de France ;
- à la princesse Palatine ;
- puis au ministre Colbert et à ses descendants, dont son avant-dernier fils Louis, comte de Lignières, avec Rezay et Thevet : Colbert avait acheté Lignières le 2 septembre 1682 pour 310 000 livres, un an et quatre jours avant sa mort[23]), avant de venir par mariage aux familles de Bourbon-Busset[24] puis de Bourbon-Parme : 
  - Marguerite-Louise de Colbert-Seignelay, arrière-petite-fille du grand Colbert et fille de Charles-Léonor Colbert, apporte Lignières à son mari Joseph-Louis-Marie de Lordat de Bram, épousé en 1757 ; 
    - leur petite-fille Marguerite-Louise-Marie-Charlotte de Lordat marie en 1796 Louis-Antoine-Paul de Bourbon-Busset, qui descendait d'ailleurs des anciens Linières puisque son ancêtre Claude de Bourbon-Busset avait convolé en 1554 avec Marguerite de La Rochefoucauld-Barbezieux, une fille d'Antoine et Antoinette d'Amboise ci-dessus)
      - Leur descendante Madeleine de Bourbon-Busset (1898-1984) épouse en 1927 à Lignières François-Xavier, duc de Bourbon-Parme (1889-1977) : la Maison de Bourbon-Parme est actuellement toujours propriétaire du château.

Lignières a été le siège de la communauté des Ursulines de Lignières active de 1638 à 1790.
Lors de la première des guerres de religion et à l'instar d'autres villes du duché, dont Bourges, la ville fut prise et saccagée par les huguenots en 1562 et à cette occasion, l'église fut pillée et incendiée. Lignières fut un important centre du calvinisme, à l'époque où Jean Calvin, étudiant à l'université de Bourges, créait de nombreuses écoles réformées.

### Époque contemporaine
La communauté de Lignières est épargnée par la crise démographique qui touche l’élection d’Issoudun au début du XVIIIe siècle, puisqu’elle passe de 178 feux en 1709 à 195 en 1726.
Ville de culture et d'élevage, Lignières a bénéficié à la fin du XIXe siècle d'un essor important grâce en particulier à la ligne de la société générale des chemins de fer économiques (réseau du Cher) traversant la commune. Elle était dotée à cette époque, de moulins, abattoirs, lavoirs, hospice, église et chapelle. Ses foires mensuelles étaient très réputées.
En 1844, la commune voisine de Condé se trouve partagée entre La Celle (qui deviendra La Celle-Condé), Lignières et Montlouis ; la population se trouve ainsi augmentée de quelque 200 habitants environ (2 197 âmes au recensement de 1841 et 2 542 à celui de 1846).
Au cours du XXe siècle et notamment après la Seconde Guerre mondiale, elle perdit beaucoup de son importance économique au profit de communes proches (Saint-Florent-sur-Cher, La Châtre...), notamment du fait de la disparition de la ligne de chemin de fer.

## Démographie
L'évolution du nombre d'habitants est connue à travers les recensements de la population effectués dans la commune depuis 1793. Pour les communes de moins de 10 000 habitants, une enquête de recensement portant sur toute la population est réalisée tous les cinq ans, les populations de référence des années intermédiaires étant quant à elles estimées par interpolation ou extrapolation. Pour la commune, le premier recensement exhaustif entrant dans le cadre du nouveau dispositif a été réalisé en 2007.

En 2022, la commune comptait 1 325 habitants, en évolution de −3,07 % par rapport à 2016 (Cher : −2,48 %, France hors Mayotte : +2,11 %).
| 1793 | 1800 | 1806  | 1821  | 1831  | 1836  | 1841  | 1846  | 1851  |
| ---- | ---- | ----- | ----- | ----- | ----- | ----- | ----- | ----- |
| 974  | 917  | 1 057 | 1 348 | 1 987 | 2 271 | 2 197 | 2 542 | 2 564 |

| 1856  | 1861  | 1866  | 1872  | 1876  | 1881  | 1886  | 1891  | 1896  |
| ----- | ----- | ----- | ----- | ----- | ----- | ----- | ----- | ----- |
| 2 686 | 2 821 | 2 992 | 3 066 | 3 105 | 3 152 | 3 095 | 3 029 | 2 975 |

| 1901  | 1906  | 1911  | 1921  | 1926  | 1931  | 1936  | 1946  | 1954  |
| ----- | ----- | ----- | ----- | ----- | ----- | ----- | ----- | ----- |
| 2 833 | 2 778 | 2 664 | 2 260 | 2 174 | 2 110 | 2 025 | 1 933 | 1 775 |

| 1962  | 1968  | 1975  | 1982  | 1990  | 1999  | 2006  | 2007  | 2012  |
| ----- | ----- | ----- | ----- | ----- | ----- | ----- | ----- | ----- |
| 1 814 | 1 831 | 1 887 | 1 829 | 1 650 | 1 588 | 1 537 | 1 530 | 1 423 |

| 2017  | 2022  | - | - | - | - | - | - | - |
| ----- | ----- | - | - | - | - | - | - | - |
| 1 355 | 1 325 | - | - | - | - | - | - | - |

## Politique et administration

### Liste des maires
| Période       | Période                   | Identité            | Étiquette | Qualité                                                                     |
| ------------- | ------------------------- | ------------------- | --------- | --------------------------------------------------------------------------- |
| maire en 1830 | ?                         | M. Sallé            |           | Conseiller d'arrondissement                                                 |
| 1971          | 1989                      | Maurice Nardet      | PS        | Principal de collège, conseiller général du canton de Lignières (1973-1985) |
| mars 1989     | mars 2001                 | Marcel Gourlier     | DVD       | Chef d'entreprise, Minotier                                                 |
| mars 2001     | mars 2020                 | Élisabeth Barbier   | DVD       | Retraitée de l'enseignement                                                 |
| mars 2020     | décembre 2024             | Hervé Monjoin       |           | Retraité de la fonction publique                                            |
| janvier 2025  | En cours (au 2 juin 2020) | Dominique Champagne |           |                                                                             |

### Politique environnementale
Dans son palmarès 2016, le Conseil National des Villes et Villages Fleuris de France a attribué une fleur à la commune au Concours des villes et villages fleuris.

## Économie
La commune se trouve dans l'aire géographique et dans la zone de production du lait, de fabrication et d'affinage du fromage Valençay.

### Expérience de monnaie locale

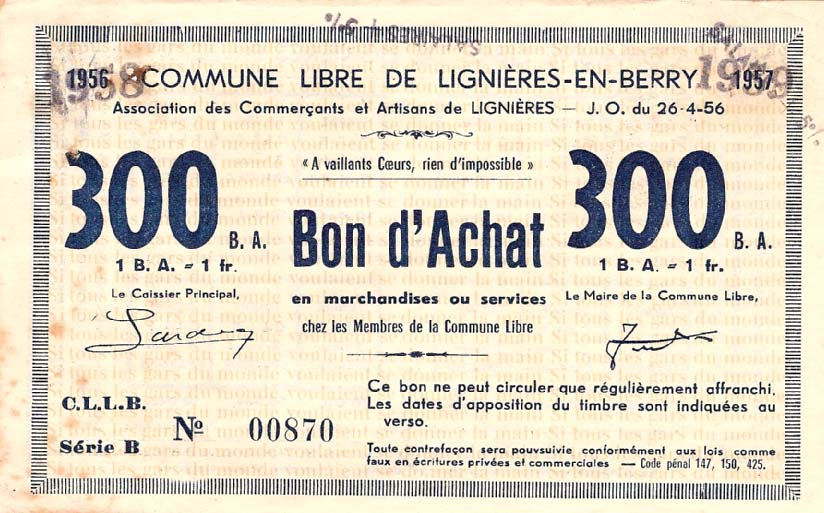
Un bon d'achat de la commune libre de Lignières.

Le village fut le théâtre dans les années 1950 d'une expérience de monnaie locale tout à fait originale dont se fit largement écho la presse de l'époque,,.
George Lardeau et Pierre Tournadre, pour faire face à l'exode rural et au dépérissement économique, déclarèrent le 26 avril 1956 « la commune libre de Lignières-en-Berry ».
Décidés à faire redémarrer l'activité économique, ils se mettent à distribuer gratuitement des bons de ristourne les jours de foire et les lundis de marché. Ils seront le révélateur du problème économique dont souffrait Lignières : une mauvaise circulation monétaire, car les bons, comme l'argent, étaient thésaurisés. Sur les conseils d'un ancien joaillier, Soriano, qui s'inspirait des théories de Silvio Gesell, inventeur de la monnaie franche, ils introduisirent des bons d'achats, qui avaient la particularité de se déprécier une fois par mois afin d'encourager sa circulation, dans l'économie locale, ce qui dopa les échanges économiques.
Une inspection des services financiers de la police judiciaire sur demande de la Banque de France vint enquêter sur l'affaire mais ne trouva rien d'illégal, les bons étant couverts par un dépôt en banque. En moyenne il circulait à Lignières 50 000 anciens francs (500 francs nouveaux ou 76 euros) en bons d'achats. L'expérience de Lignières rejoint les expériences de la mise en place du Wära des années 1930 ainsi que celles qui en furent inspirées, par exemple l'expérience de Wörgl.

## Culture locale et patrimoine

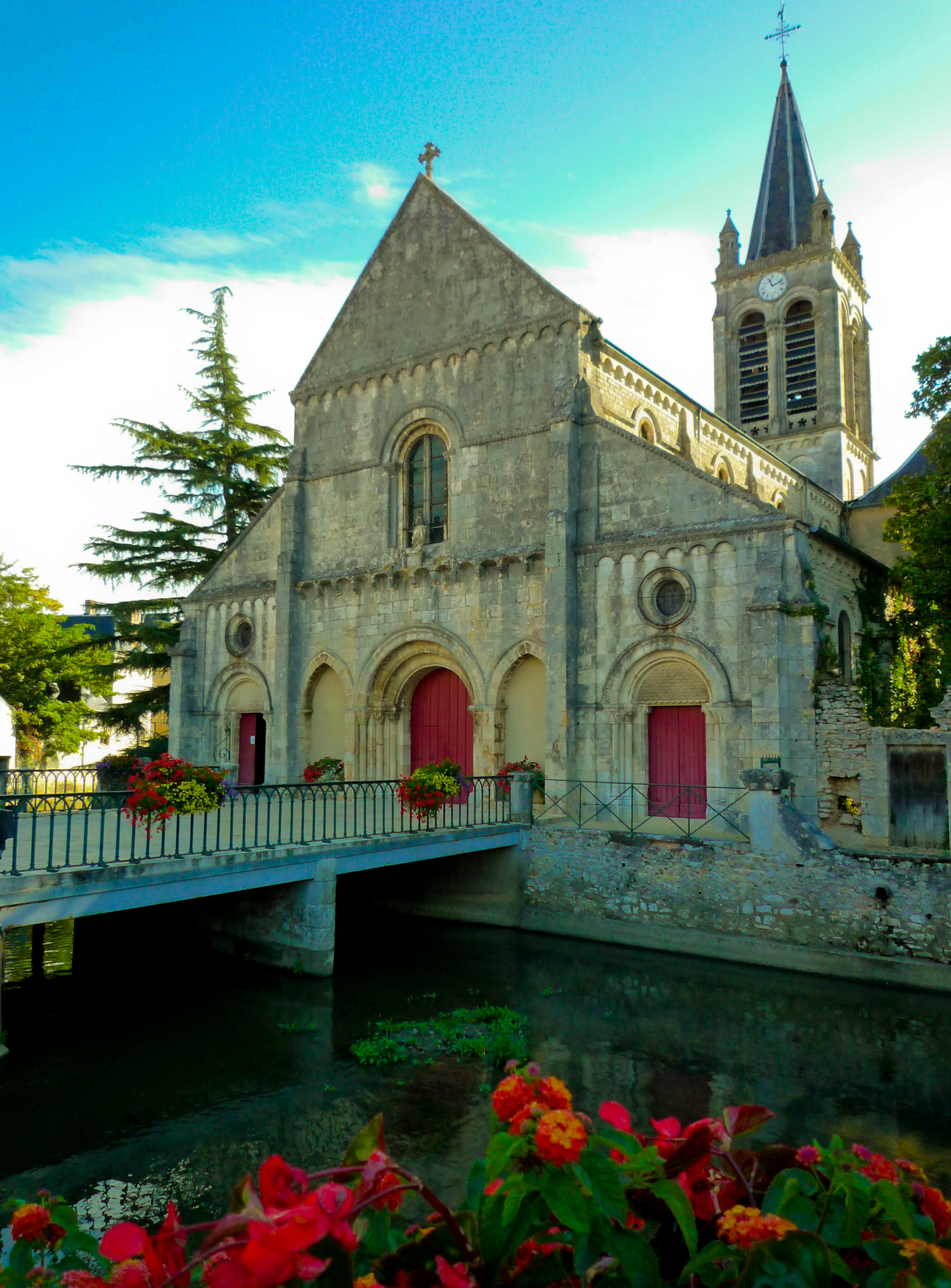
Église Notre-Dame.

### Lieux et monuments
- L’église Notre-Dame de Lignières consacrée en 1450 sous le nom de Notre-Dame de l'Assomption, inscrite sur l’inventaire supplémentaire des monuments historiques[37], fait partie des nombreuses églises du style roman tardif avec des éléments de style gothique qu'on trouve en Berry. L'édifice a été initié aux XIe et XIIe siècles mais comporte dans son aspect actuel essentiellement des parties bâties aux XVIIe et XIXe siècles avec des éléments du XVIIIe siècle.

- L'actuel château de Lignières, classé monument historique (arrêté du 27 juin 1935) avec ses dépendances, la cour d’honneur, les douves, les bâtiments des communs et le parc, fut construit entre 1654 et 1660 à l'emplacement de l'ancien château fort, par François Le Vau, frère de Louis Le Vau, à l'initiative de Jérôme de Nouveau, surintendant général des Postes et Relais de France, qui avait acquis la place en 1653.

Ce bâtiment est très représentatif du classicisme français ; il est plus sobre encore dans ce style que ne l'imaginait son concepteur, lequel avait prévu l'adjonction d'éléments décoratifs (statues, bustes, bas-reliefs, etc.) qui ne furent jamais installés.
Si pour l'essentiel le château correspond au bâtiment initial, certaines parties furent aménagées au cours des siècles, notamment la galerie, qui fut transformée en filature au XIXe siècle pour être reconstruite dans son état initial vers 1920.
Il n'est plus accessible au public, depuis quelques années et est la propriété de SAR Sixte-Henri de Bourbon-Parme.
- La ville possédait aussi précédemment au XVIIe siècle et XVIIIe siècle un couvent des Ursulines, qui assurait l'enseignement des jeunes filles mais dont il ne reste pratiquement plus rien, incorporé dans des maisons privées après sa vente comme bien national en 1796, à la suite de la Révolution française, qui en avait chassé la communauté alors réduite aux six dernières religieuses.

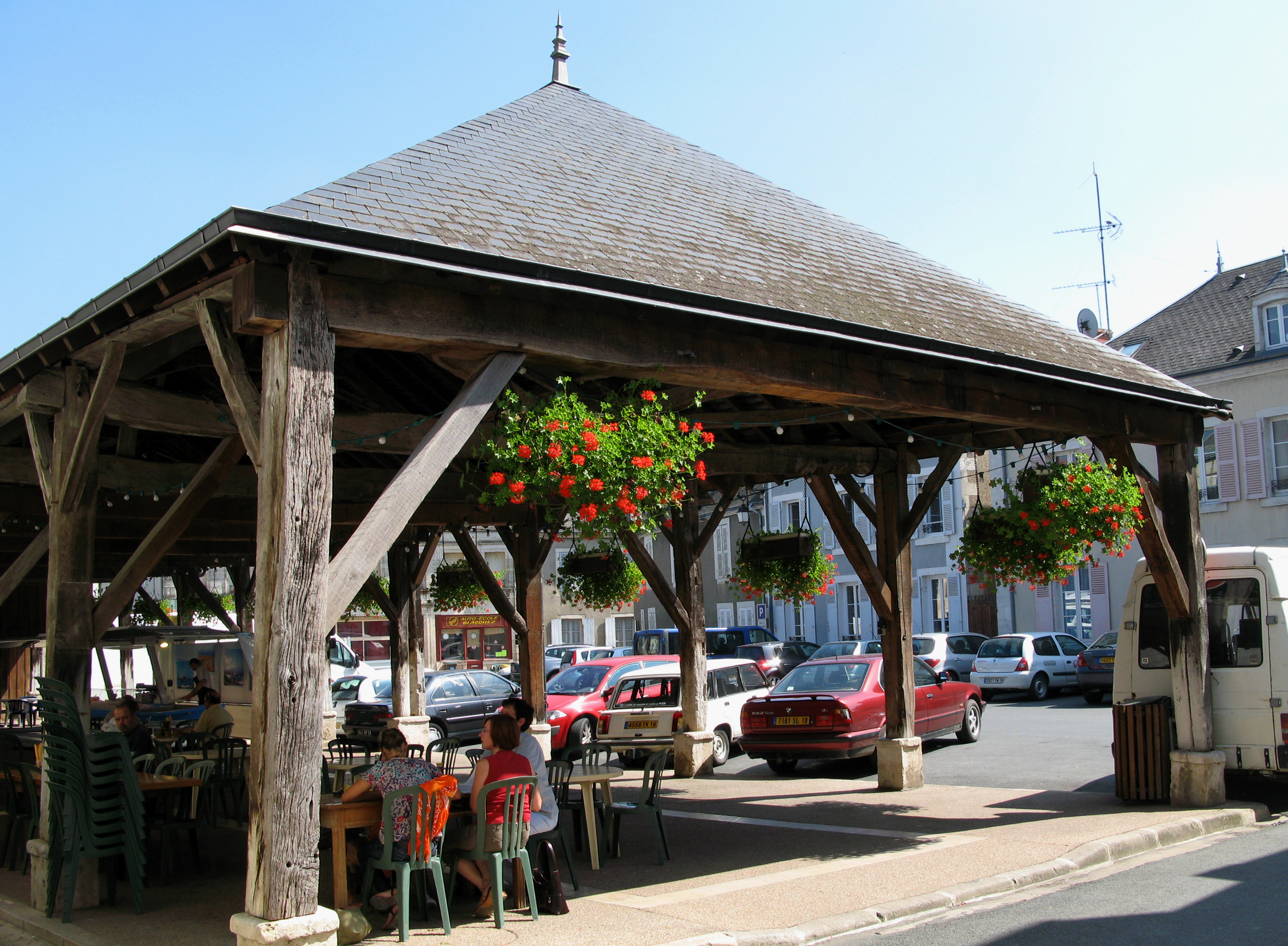
La halle du XVIe siècle

- La place du marché comporte une halle datant du XVIe siècle où se tiennent encore les marchés, le lundi (principal marché de la semaine) et le jeudi, et qui accueille aussi certaines manifestations, notamment des spectacles du festival L'Air du temps, le week-end de l'Ascension.
- La ville possède une salle de spectacle, labellisée Scène de musiques actuelles et Pôle chanson de la région Centre-Val de Loire. Les Bains-Douches jouent un rôle important dans le tissu culturel de la région depuis sa prise en main par l'association Les Bains-Douches (anciennement Rencontres et Loisirs) en 1978.
- A proximité se trouve le Pôle du Cheval et de l'Âne, sis à La Celle-Condé mais à l'initiative de l'association française de l'âne grand noir du Berry (AFAGNB), créée par l'association folklorique Les Thiaulins de Lignières en Berry. Ce pôle regroupe un ensemble de bâtiments, le domaine des Amourettes, le Village de Cottages et l'hippodrome de Lignières, inauguré en 2006, remplaçant l'ancien champ de courses situé sur la commune de Lignières, qui organise en 2016 7 réunions de courses hippiques. Ce parc de nature et de loisirs est le théâtre de nombreuses compétitions équestres tout au long de l'année (sauts d'obstacle, endurance, attelage, complets, etc.).
- Étang de la Chelouze, pour l'ornithologie (ZNIEFF continentale de type 1[38]) et la pêche

### Personnalités liées à Lignières
- Sainte Jeanne de France (1464-1505), première épouse de Louis XII ;
- Jacques Pelletier (1749-1839), homme politique né à Lignières, député du Cher à la Convention nationale.
- Louis-Frédéric Colin (1835-1902), supérieur des Sulpiciens du Canada ;
- Camille Duvaux (1866-1962), prêtre catholique, est né à Lignières ;
- Florent Marchet, auteur-compositeur-interprète berrichon ; il s'est inspiré de Lignières pour brosser le portrait d'une petite ville de la France rurale dans son album-concept Rio Baril (le Riaul-Baril est un ruisseau traversant la commune et le nom d'un lieu-dit).

### Héraldique
| Blason de Lignières | Les armes de Lignières se blasonnent ainsi : D'or au chef de vair, au lion de gueules couronné d'or brochant sur le tout. |

### Parler local
Lignières a été un lieu d'enquête de l’Atlas sonore des langues régionales de France.

### Sports
Lignières dispose d'un vivier associatif très dense avec la majeure partie des sports représentée.
Un cyclo-cross renommé, il fut le support des Championnats de France de cyclo-cross en 2014 et a été le support d'une manche de coupe du monde en janvier 2016.
La ville a accueilli le 3 mars 2013 les Championnats de France de cross-country et des Inter-régions en février 2016.

### Événements et activités culturelles
- En 1946 Roger Pearron (qui se prononce « Pierron ») fonda l'association Les Thiaulins, une association attachée à faire vivre la culture populaire du Berry, qui s'installa au château du Plaix, sur la commune voisine de Saint-Hilaire-en-Lignières, après que la famille Goin-Berthier lui en fit don en 1961 et y établit un musée d'arts et traditions paysannes.
Outre son fondateur et Mic Baudimant, son actuel président, qui sont tous deux, en plus de musiciens accomplis, des collecteurs reconnus pour leur travail sur la musique et le chant du Boischaut et de la Brenne, deux membres des Thiaulins ont acquis une réputation nationale ou internationale : Gilles Chabenat, vielleux réputé et inventif et Frédéric Baudimant, violoniste qui a collaboré entre autres avec le précédent et avec Florent Marchet.
- La foire aux ânes créée dans les années 1980, à l'initiative des Thiaulins, était destinée à l'origine à la promotion et la sauvegarde de l'âne grand noir du Berry, mais qui s'est depuis élargie à la présentation d'autres races d'ânes et à celle de mulets et bardots. La foire aux ânes est désormais gérée par un comité spécial d'organisation depuis 2014.
- L'association culturelle et artistique Les Bains-Douches, anciennement Rencontres et Loisirs, programme, depuis 1978, des saisons culturelles et organise depuis 1995 le festival annuel L'Air du temps pendant la semaine de l'Ascension.
- Cinémobile